# Thesium prostratum
Thesium prostratum är en sandelträdsväxtart som beskrevs av Arthur William Hill. Thesium prostratum ingår i släktet spindelörter, och familjen sandelträdsväxter. Inga underarter finns listade i Catalogue of Life.